# Sphodros atlanticus
Sphodros atlanticus GERTSCH & PLATNICK, 1980  è un ragno appartenente al genere Sphodros della famiglia Atypidae.
Il nome deriva dal greco σφοδρός, sphodròs, cioè forte, eccedente, poderoso, ad indicare l'abnorme grandezza dei cheliceri in proporzione alla lunghezza del corpo.
Il nome proprio deriva dall'aggettivo latino atlanticus, che in questo contesto significa relativo all'oceano Atlantico, ad indicare gli stati atlantici degli Stati Uniti dove è diffuso.

## Caratteristiche
Questa specie può essere facilmente distinta dalle altre del genere per i dettagli del labium e dello sterno: il labium è largo 2/3 dello sterno, è molto elevato, fortemente allargato ed ha un piccolo sperone sulla parte apicale. la prima coppia di sigilla è di tipo primitivo consistendo praticamente in un solco sottile su ogni lato del labium. I metatarsi ed i tarsi delle zampe sono di colore arancione chiaro. Le femmine si distinguono da quelle di S. rufipes dalla seconda coppia di sigilla molto ravvicinata e dai tubicini delle spermateche a forma di spirale irregolare.

### Maschi
I maschi di questa specie hanno una lunghezza del corpo, compresi i cheliceri, di 16 millimetri; il cefalotorace, di forma ovale, 5,4 x 4,8 millimetri, è di colore mogano scuro con poca lucentezza; è coriaceo, interamente e finemente ruvido, glabro, tranne che per piccoli peli sul tubercolo oculare diritto in avanti e arrotondato ad ogni angolo. La pars cephalica è triangolare e larga, molto elevata soprattutto nei pressi dei tubercoli oculari; la pars thoracica è alquanto piatta, con margine posteriore sollevato. Lo sterno è di dimensioni 3 x 3,4 millimetri, il labium, invece, è 1,2 x 1,8. I cheliceri sono lunghi il doppio che larghi e hanno undici denti sottili sul margine anteriore. L'opistosoma è di forma ovale, 6,2 x 4 millimetri, è ricoperto di fini peli neri. Le filiere sono sei: le due anteriori laterali sono lunghe 0,45 millimetri, le due mediane posteriori 0,75 e le due posteriori laterali, trisegmentate, sono lunghe in totale 2,05 millimetri, all'incirca proporzionate a quelle di S. rufipes.

### Femmine
Le femmine, invece, hanno una lunghezza del corpo, compresi i cheliceri, di 20,4 millimetri; il cefalotorace, di forma ovale, 7,45 x 6,85 millimetri, è di colore bruno mogano con i margini più scuri; la pars cephalica è elevata, con le scanalature paramediane oblique; la pars thoracica è piatta, eccetto gli angoli che sono ripiegati posteriormente. Lo sterno è di dimensioni 4,7 x 5,45 millimetri, coperto di una fine peluria nera e il labium, invece, è 1,8 x 2,15. I cheliceri sono lunghi il doppio che larghi e hanno undici denti sottili sul margine anteriore. L'opistosoma è di forma ovale, 8,4 x 5,75 millimetri, è ricoperto di finissimi peli. Le filiere sono sei: le due anteriori laterali sono lunghe 0,9 millimetri, le due mediane posteriori 1,20 e le due posteriori laterali, trisegmentate, sono lunghe in totale 4,6 millimetri. L'epigino ha i tubicini della spermateca appaiati su ogni lato in masserelle irregolari.

## Comportamento
Come tutti i ragni del genere Sphodros, anche questa specie vive in un tubo setoso parallelo al terreno, per una ventina di centimetri circa seppellito e per altri 8 centimetri fuoriuscente. Il ragno resta in agguato sul fondo del tubo: quando una preda passa sulla parte esterna, le vibrazioni della tela setosa allertano il ragno che scatta e la trafigge, per poi rompere la sua stessa tela, portarsi la preda nella parte interna e cibarsene..

## Habitat
Predilige boschi umidi e foreste temperate.

## Distribuzione
L'areale di questa specie è limitato ad alcuni stati centrali degli Stati Uniti:
- Georgia: Contea di Hall
- Illinois: Contea di Jackson
- Carolina del Nord: Contea di Carteret e Contea di Jackson
- Virginia: Contea di Spotsylvania[1].